# ۲۸ هفته بعد
۲۸ هفته بعد (به انگلیسی: 28 Weeks Later) فیلمی پساآخرالزمانی و ترسناک محصول سال ۲۰۰۷ است که به کارگردانی خوان کارلوس فرسنادیو ساخته شده و فیلمنامهٔ آن را او به همراه روان جافه، انریکه لوپس لاوین و جیزس اولمو نوشته است. این فیلم دنباله‌ای مستقل بر ۲۸ روز بعد (۲۰۰۲) و دومین قسمت از مجموعهٔ سینمایی با همین نام به‌شمار می‌رود. بازیگران فیلم رابرت کارلایل، رز بیرن، جرمی رنر، هارولد پرینو و ادریس البا هستند. داستان آن حدود شش ماه پس از رویدادهای فیلم نخست رخ می‌دهد و تلاش نیروهای ناتو به رهبری ایالات متحده برای ایجاد یک منطقهٔ امن در لندن را روایت می‌کند؛ اما ورود دو خواهر و برادر جوان به منطقه و شکستن پروتکل‌ها برای یافتن عکسی از مادرشان، باعث بازگشت ویروس به منطقهٔ امن می‌شود.
این فیلم در ۱۱ مهٔ ۲۰۰۷ به‌صورت هم‌زمان در بریتانیا و ایالات متحده، به‌ترتیب توسط فاکس قرن بیستم و فاکس اتومیک اکران شد. ۲۸ هفته بعد نقدهای عموماً مثبتی از منتقدان دریافت کرد و بیش از ۷۲٫۳ میلیون دلار در سراسر جهان فروش داشت. دنبالهٔ آن با نام ۲۸ سال بعد در سال ۲۰۲۵ منتشر شد.

## داستان
در آغاز شیوع ویروس خشم، دونالد «دان» هریس، همسرش آلیس، و چهار بازماندهٔ دیگر در کلبه‌ای محصور در حومهٔ لندن پناه می‌گیرند و پسری جوان را از بیرون به داخل راه می‌دهند. اما اندکی بعد، افراد آلوده که پسر را دنبال کرده‌اند، به داخل حمله می‌کنند و بازماندگان را می‌کُشند. آلیس به دنبال پسر به طبقهٔ بالا می‌رود، ولی وقتی گرفتار می‌شود دان می‌گریزد و با قایق منطقه را ترک می‌کند.
پس از مرگ افراد آلوده به دلیل گرسنگی، نیروهای ناتو کنترل بریتانیا را به دست می‌گیرند و به بازسازی می‌پردازند. بیست و هشت هفته پس از شیوع، ارتش ایالات متحدهٔ آمریکا به فرماندهی ژنرال استون، مهاجران و پناهندگان را به منطقه‌ای امن به نام «ناحیهٔ یک» در جزیرهٔ داکز می‌آورَد. دان با فرزندانش تامی و اندی، که در زمان شیوع در خارج بوده‌اند، ملاقات می‌کند، اما دربارهٔ سرنوشت مادرشان دروغ می‌گوید. گروهبان دویل، از نیروهای دلتا، یکی از محافظان ناحیهٔ یک است.
تامی و اندی به‌طور مخفیانه از منطقهٔ امن خارج می‌شوند تا به خانهٔ قبلی‌شان بروند و عکسی از آلیس پیدا کنند، زیرا اندی نگران فراموش کردن چهرهٔ مادرشان است. آنجا آلیس را زنده اما در حالت هذیان‌گویی می‌یابند؛ سربازانْ آنها و آلیس را به ناحیهٔ امن بازمی‌گردانند. آلیس قرنطینه و توسط پزشکی به نام اسکارلت معاینه می‌شود و مشخص می‌شود حامل بدون علامت ویروس خشم است. دان، برخلاف قوانین، به ملاقات او می‌رود؛ پس از بوسیدن آلیس، از طریق بزاقش آلوده می‌شود و او را بی‌رحمانه می‌کُشد و سپس به حالت جنون‌آمیز درمی‌آید.
اسکارلت تامی و اندی را از قرنطینه نجات می‌دهد، چون احتمال می‌دهد آنها نیز مانند مادرشان مقاومتی ژنتیکی نسبت به ویروس داشته باشند که می‌تواند درمانی باشد. در همین حال، عفونتِ دان باعث گسترش سریع ویروس و مرگ مردم و نظامیان می‌شود. استون فرمان می‌دهد همهٔ افراد مشکوک را بدون تفکیک بکُشند؛ اما دویل از اجرای دستور خودداری می‌کند و به کمک گروه کوچکی از بازماندگان می‌شتابد.
پس از حملات و درگیری‌های متعدد، گروه دویل موفق به فرار از ناحیهٔ یک می‌شود، اما توسط دان زنده تعقیب می‌شوند. در نهایت، دویل در حال تلاش برای فرار در یک خودرو قدیمی در شعله‌های آتش کشته می‌شود. اسکارلت و کودکان در مترو لندن از تیراندازی‌های هوایی فرار می‌کنند؛ اما دان اسکارلت را می‌کُشد و اندی را می‌گزد. تامی دان را می‌کُشد و اندی به حامل بدون علامت ویروس تبدیل می‌شود. دو خواهر و برادر به این تصمیم می‌رسند تا با هم بمانند و به ورزشگاه ومبلی برسند، جایی که از آن با بالگرد به فرانسه منتقل می‌شوند.
بیست و هشت روز بعد، صدایی به زبان فرانسوی در رادیو شنیده می‌شود که درخواست کمک می‌کند و گروهی از افراد آلوده از ایستگاه مترو پاریس نزدیک برج ایفل ظاهر می‌شوند، نشان می‌دهد ویروس به اروپا سرایت کرده است.

## بازیگران
- رابرت کارلایل
- جرمی رنر
- کاترین مک‌کورمک
- ادریس البا
- رز بیرن
- هارولد پرینو
- ایموجن پوتس
- آماندا واکر

## دنباله
در ژانویهٔ ۲۰۲۴ اعلام شد که فیلم ۲۸ سال بعد به‌طور رسمی وارد مرحلهٔ تولید شده است و این پروژه قرار است نخستین قسمت از یک سه‌گانهٔ جدید باشد. دنی بویل کارگردانی قسمت اول را بر عهده خواهد داشت و فیلمنامهٔ آن را الکس گارلند می‌نویسد؛ گارلند همچنین نگارش فیلمنامهٔ دو دنبالهٔ دیگر این مجموعه را نیز بر عهده خواهد داشت. بویل، گارلند، اندرو مک‌دونالد و پیتر رایس به‌عنوان تهیه‌کننده در این پروژه حضور دارند.
در مارس ۲۰۲۴، گارلند تأیید کرد که در حال نگارش سه‌گانه‌ای از دنباله‌هاست و بعداً بیان کرد که فیلم قوش تأثیر عمده‌ای بر کار او در ۲۸ سال بعد داشته است. نخستین تریلر قسمت سوم این مجموعه توسط سونی پیکچرز در دسامبر ۲۰۲۴ منتشر شد و فیلم در ۲۰ ژوئن ۲۰۲۵ اکران گردید.